# Цукунфт, Пол Ф.
Пол Фредерик Цукунфт (англ. Paul Frederick Zukunft; род. 20 января 1955) — адмирал Береговой охраны США в отставке, в 2014—2018 гг. занимал пост коменданта Береговой охраны. В мае 2014 года кандидатура адмирала Цукунфта на пост 25-го коменданта была утверждена Сенатом. 30 мая 2014 он сменил на посту адмирала Роберта Паппа-младшего. До назначения на этот пост Цукунфт командовал Тихоокеанской зоной Береговой охраны, отвечая за все миссии береговой охраны в районе размером примерно в половину земной поверхности от Скалистых гор до восточного побережья Африки. Одновременно он занимал пост командира оборонительных сил на западе и обеспечивал поддержку миссии Береговой охраны в министерстве обороны и в боевом командовании.
До этого Цукунфт занимал посты заместителя коменданта по безопасности на море, охране и управлению; директора политики реагирования; заместителя коменданта по возможностям; командующего одиннадцатым округом Береговой охраны; директора объединённой межведомственной группы «Запад»; входил в объединённое командование по ликвидации последствий утечки нефти Deepwater Horizon. Возглавлял Тихоокеанскую зону Береговой охраны.
Цукунфт имеет право на постоянное ношение значка службы на море, является сертифицированным командиром по инцидентам NIMS ICS первого типа. Награждён медалями «За выдающуюся службу» министерства обороны, Береговой охраны, медалью «За превосходную службу на благо обороны», тремя орденами «легион почёта» и пятью медалями «За похвальную службу» с литерой «О» (за выдающуюся оперативную службу).

## Биография
Пол Цукунфт родился 30 января 1955 года в Норд-Бранфорд, штат Коннектикут. В 1977 окончил академию береговой охраны США, получив степень бакалавра по управлению. В 1977 окончил Вебстерский университет, получив степень магистра искусств в области управления и в 1997 Военно-морской колледж США со степенью магистра в области национальной безопасности и стратегических исследований. Также он окончил семинар по исследованиям в области безопасности (центр Азия-Тихий океан) и курсы подготовки лидеров правительственной школы Кеннеди в Гарварде.
В 2006 году Цукунфт перешёл в высший командный состав. До этого он занимал посты заместителя коменданта по безопасности на море, охране и управлению; директора политики реагирования; заместителя коменданта по возможностям; командующего одиннадцатым округом Береговой охраны; директора объединённой межведомственной группы «Запад». Также в 2010 году он входил в объединённое командование по ликвидации последствий утечки нефти Deepwater Horizon в качестве федерального координатора. Возглавлял Тихоокеанскую зону Береговой охраны. В ходе этой величайшей утечки нефти в истории США он командовал более чем 47 тыс. людей, 6.500 кораблями и 120 самолётами.
Цукунфт служил и на море, командовал кораблями USCGC Rush, USCGC Harriet Lane, и USCGC Cape Upright. В штабе он занимал должности главы оперативного отдела тихоокеанской зоны береговой охраны и начальника оперативного надзора атлантической зоны береговой охраны, где надзирал над всеми действиями кораблей на атлантическом и тихоокеанском театре. Он также был главой штаба четырнадцатого округа береговой охраны в Гонолулу.
28 февраля 2014 министр внутренней безопасности Джей Джонсон объявил, что президент США Барак Обама намерен выдвинуть кандидатуру Цукунфта на пост коменданта береговой охраны на смену адмиралу Роберту Паппу-младшему. 15 мая 2014 Сенат утвердил кандидатуру Цукунфта и неофициально повысил его в звании до адмирала. 30 мая 2014 года Цукунфт занял должность коменданта.
1 июня 2018 года ушёл в отставку с поста коменданта Береговой охраны США.

## Награды
|                                                                                      |                                                         |                            |
|                                                                                      |                                                         |                            |
|                                                                                      |                                                         |                            |
|                                                                                      |                                                         |                            |
|                                                                                      |                                                         |                            |
|                                                                                      |                                                         |                            |
|                                                                                      | Бронзовая звезда за службу · Бронзовая звезда за службу |                            |
| Бронзовая звезда за службу · Бронзовая звезда за службу                              |                                                         | Бронзовая звезда за службу |
| Бронзовая звезда за службу · Бронзовая звезда за службу · Бронзовая звезда за службу |                                                         |                            |

| Badge   | Cutterman Insignia                                                  | Cutterman Insignia                                                                              | Cutterman Insignia                                                     |
| 1-й ряд |                                                                     | Homeland Security Distinguished Service Medal                                                   |                                                                        |
| 2-й ряд | Coast Guard Distinguished Service Medal                             | Медаль «За отличную службу»                                                                     | Орден «Легион почёта» c двумя золотыми звёздами повторного награждения |
| 3-й ряд | Медаль похвальной службы с четырьмя золотыми звёздами и литерой «O» | Coast Guard Commendation Medal with one gold award star                                         | Coast Guard Achievement Medal with gold award star and «O» device      |
| 4-й ряд | Coast Guard Presidential Unit Citation with «hurricane symbol»      | Единая награда воинской части (подразделению)                                                   | Secretary of Transportation Outstanding Unit Award                     |
| 5-й ряд | Coast Guard Unit Commendation с одной звездой и литерой «O»         | Похвальная благодарность армейской воинской части с серебряной и золотой звёздами и литерой «O» | Coast Guard "E" Ribbon с одной звездой повторного награждения          |
| 6-й ряд | Coast Guard Bicentennial Unit Commendation                          | Медаль «За службу национальной обороне» с двумя бронзовыми звёздами за службу                   | Медаль «За участие в глобальной войне с терроризмом»                   |
| 7-й ряд | Медаль «За гуманитарную помощь» с двумя служебными звёздами         | Transportation 9-11 Ribbon                                                                      | Special Operations Service Ribbon с одной служебной звездой            |
| 8-й ряд | Sea Service Ribbon с тремя служебными звёздами                      | Rifle Marksmanship Medal с одним серебряным значком эксперта                                    | Pistol Marksmanship Ribbon                                             |